# Северный корпус (Израиль)
Северный корпус (ивр. הגיס הצפוני‎) — подразделение оперативного уровня Армии обороны Израиля, которое входит в подразделения Северного военного округа и состоит из регулярных и резервных дивизий. Корпус возглавляет офицер в звании генерал-майора (алуф).

## История
Корпус не является действующей частью в мирное время, и командир корпуса служит в этом качестве в дополнение к штатной должности в армии, например, начальнику управления в Генеральном штабе. Во время чрезвычайной ситуации или войны командир корпуса получает оперативное командование подразделениями входящими в корпус, что облегчает командиру корпуса активацию сил в этом районе. Задача корпуса в такой ситуации — активировать силы на тактическом и оперативном уровне и освободить командование для занятия планированием и стратегией.
В Первой ливанской войне корпусом командовал Моше Бар-Кохба.
В 2006 году корпус был расформирован после того, как начальник штаба Дан Халуц не увидел в нём дальнейшей необходимости. После Второй ливанской войны корпус был воссоздан Ишаем Бером. За время своей деятельности корпус перешел под командование Северного военного округа.
В сентябре 2017 года Армия обороны Израиля провела общие учения Северного корпуса, чтобы подготовиться к войне на нескольких аренах, в которой участвовали бы «Хизбалла», Ливан и Сирия. Учения были названы «Ор Даган» в честь генерал-майора Меира Дагана. Это были крупнейшие учения, которые Армия обороны Израиля провела с 1998 года.

## Галерея

На учениях «Ор Даган», сентябрь 2017
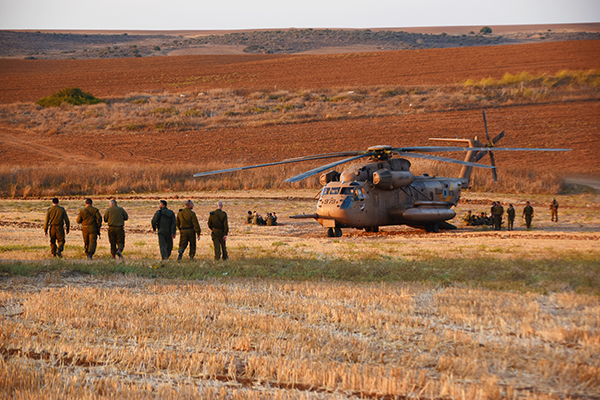
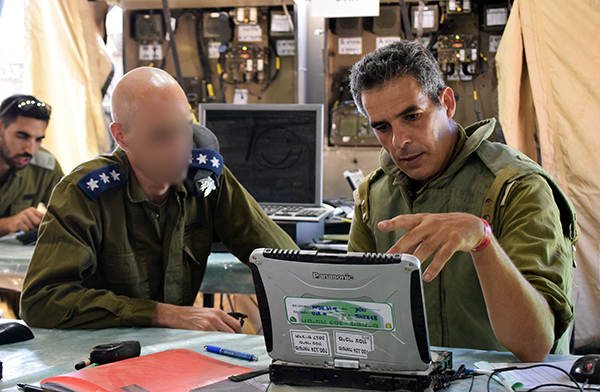
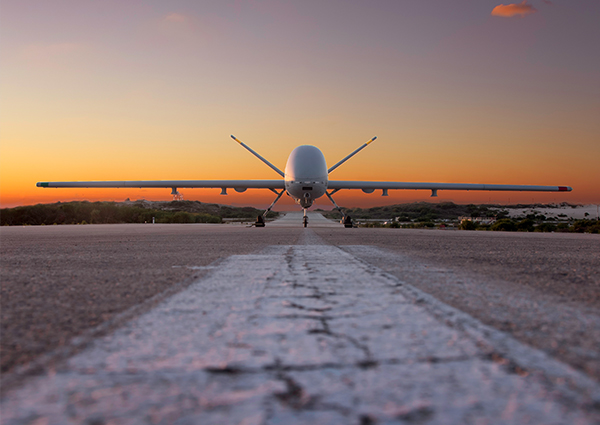
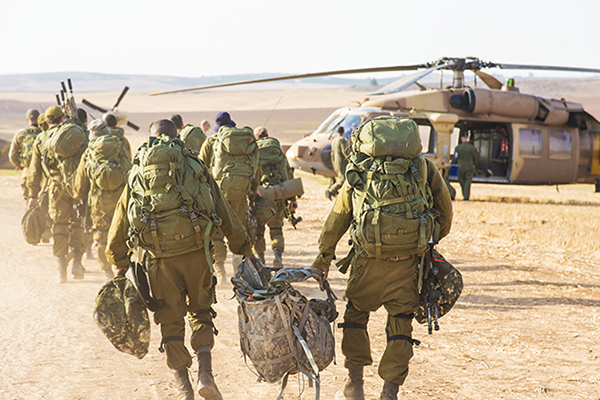
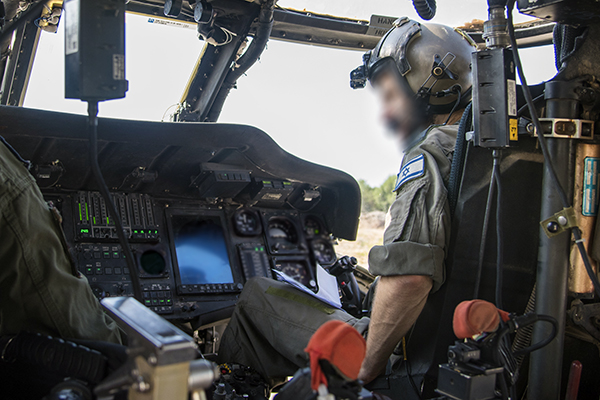
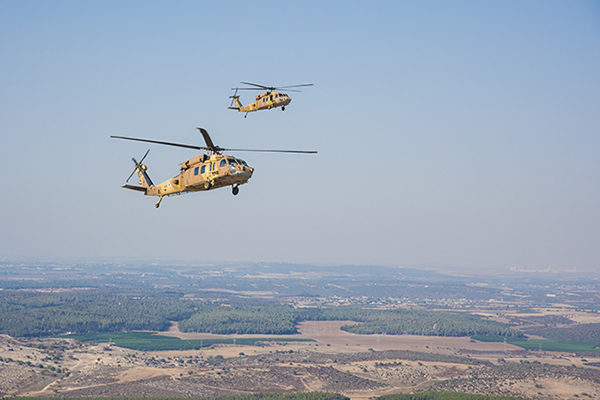
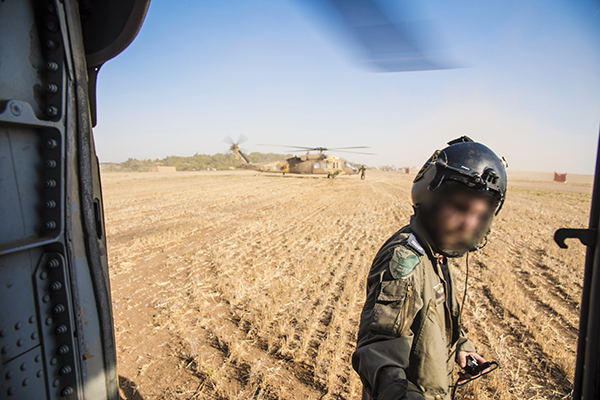
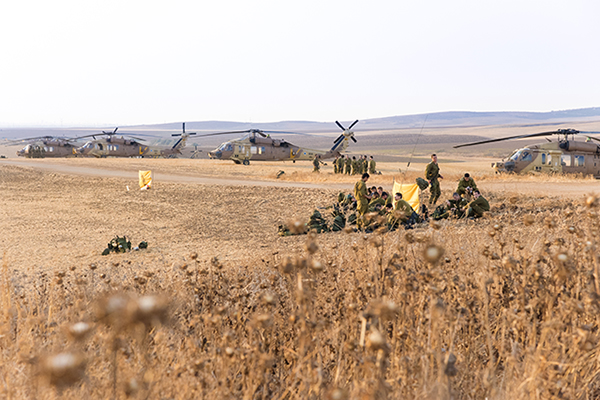
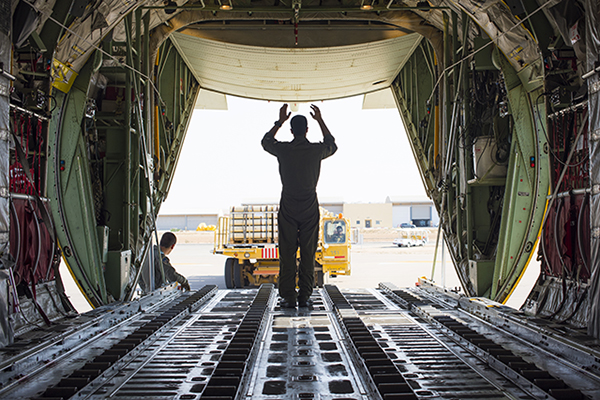
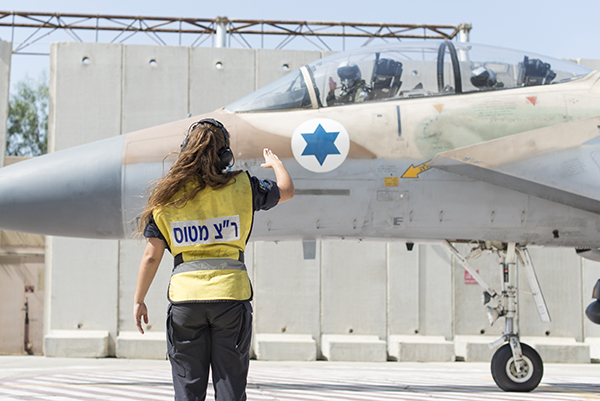